# Patagóniai rétihéja
A patagóniai rétihéja (Circus cinereus)  a madarak osztályának a vágómadár-alakúak (Accipitriformes) rendjébe, ezen belül a vágómadárfélék családjába tartozó faj.

## Előfordulása
Argentína, Bolívia, Brazília, Chile, Kolumbia, Ecuador, a Falkland-szigetek, Paraguay, Peru, a Déli-Georgia és Déli-Sandwich-szigetek és Uruguay területén honos.